# Mesanthura paucidens
Mesanthura paucidens är en kräftdjursart som beskrevs av Menzies och Peter W. Glynn 1968. Mesanthura paucidens ingår i släktet Mesanthura och familjen Anthuridae.
Artens utbredningsområde är Mexikanska golfen. Inga underarter finns listade i Catalogue of Life.